# Emilio Layon Bataclan
Emilio Layon Bataclan (* 20. September 1940 in Parañaque City, Philippinen) ist ein römisch-katholischer Geistlicher und emeritierter Weihbischof in Cebu.

## Leben
Emilio Layon Bataclan empfing am 1. Mai 1966 die Priesterweihe.
Papst Johannes Paul II. ernannte ihn am 24. Februar 1990 zum Titularbischof von Gunela und zum Weihbischof in Cebu. Der Apostolische Nuntius auf den Philippinen, Erzbischof Bruno Torpigliani, spendet ihm am 19. April desselben Jahres die Bischofsweihe; Mitkonsekratoren waren Leopoldo Sumaylo Tumulak, Weihbischof in Cebu, und Camilo Diaz Gregorio, Bischof von Bacolod.
Am 3. Mai 1995 wurde er zum Bischof von Iligan ernannt. Johannes Paul II. ernannte ihn am 21. Juni 2004 zum Titularbischof von Septimunicia und Weihbischof in Cebu.
Papst Franziskus nahm am 1. Oktober 2015 seinen altersbedingten Rücktritt an.